# Auchenipterus ambyiacus
Auchenipterus ambyiacus és una espècie de peix de la família dels auqueniptèrids i de l'ordre dels siluriformes.

## Morfologia
Els mascles poden assolir els 24,4 cm de llargària total.

## Distribució geogràfica
Es troba a Sud-amèrica: rius costaners de la Guaiana i conques dels rius Orinoco i Amazones.